# Belle Daube
Belle Daube, nata Harda Belle Daube, (Northampton, 26 luglio 1887 – Hollywood, 25 maggio 1959), è stata un'attrice inglese naturalizzata statunitense.

## Biografia
Nata in Inghilterra nel 1887 con il nome Harda Belle Daube, andò a vivere negli Stati Uniti. Si avvicinò al cinema nel 1914, girando The Education of Mr. Pipp, il primo dei due film muti che interpretò negli anni dieci. Attrice caratterista, ritornò al cinema negli anni trenta, quando prese parte ad alcuni film per l'Universal e per la Fox.
Si ritirò dagli schermi a metà degli anni trenta, per ritornarvi in un paio di occasioni alla fine degli anni quaranta.

## Filmografia
- The Education of Mr. Pipp, regia di William F. Haddock (1914)
- A Virtuous Vamp, regia di David Kirkland (1919)
- La via proibita (Coming-Out Party), regia di John G. Blystone (1934)
- L'agente n. 13 (Operator 13), regia di Richard Boleslawski (1934)
- Tailspin Tommy, regia di Lew Landers (1934)
- The White Parade, regia di Irving Cummings (1934)
- One in a Million, regia di Frank R. Strayer (1935)
- It's a Small World, regia di Irving Cummings (1935)
- Allegri eroi (Bonnie Scotland), regia di James W. Horne (1935)
- Canto d'amore (Here's to Romance), regia di Alfred E. Green (1935)
- Bad Boy, regia di John G. Blystone (1935)
- L'uomo che sbancò Montecarlo (The Man Who Broke the Bank at Monte Carlo), regia di Stephen Roberts (1935)
- Musica per i tuoi sogni (My Dream Is Yours), regia di Michael Curtiz (1949)
- Ho incontrato l'amore (Dancing in the Dark), regia di Irving Reis (1949)